# Bazilio Olara Okello
Bazilio Olara Okello (* 1929 in Uganda; † 9. Januar 1990, Khartum, Sudan) war ein ugandischer General und für zwei Tage Präsident Ugandas.
Er war einer der Führer der militärischen Koalition, die 1979 den Putsch gegen Idi Amin durchführten.
1985 leitete er zusammen mit Tito Okello den Putsch gegen Milton Obote. Im Anschluss daran war er für zwei Tage Präsident, bis er von Tito Okello abgelöst wurde.
| Personendaten    | Personendaten                            |
| ---------------- | ---------------------------------------- |
| NAME             | Olara Okello, Bazilio                    |
| KURZBESCHREIBUNG | ugandischer Politiker, Präsident Ugandas |
| GEBURTSDATUM     | 1929                                     |
| GEBURTSORT       | Uganda                                   |
| STERBEDATUM      | 9. Januar 1990                           |
| STERBEORT        | Khartum, Sudan                           |